# Jānis Čakste
Jānis Čakste (* Lielsesava (hoy parroquia Viesturi), 14 de septiembre de 1859 - Riga, 14 de marzo de 1927) fue un político de Letonia y abogado que se desempeñó como primer jefe de Estado de Letonia independiente como  Presidente del Tautas Padome (1918-20), Presidente de la Asamblea Constituyente (1920-1922), y como primer presidente de Letonia (1922-1927).

## fuentes
- Treijs, Rihards (2004). Prezidenti : Latvijas valsts un ministru prezidenti (1918–1940) (in Latvian). Riga: Latvijas Vēstnesis. ISBN 9984-731-47-2. OCLC 61227165.
- Švābe, Arveds. Latvijas Encyclopēdija. Trīs Zvaigznes, Stockholm. 1950–1951
- Establishment of Latvian Riflemen Battalions in the Summer of 1915[permanent dead link] Tēvijas Sargs accessed 29 March 2009
- Jānis Čakste: The First President of Latvia, 1922–1927